# Rescue-Nunatak
Der Rescue-Nunatak (von englisch rescue für Rettung) ist ein 730 m hoher Nunatak nahe der Oates-Küste des ostantarktischen Viktorialands. Im südlichen Lasarew-Gebirge ragt er 22 km südsüdöstlich des Mount Martyn an der Westflanke des oberen Abschnitts des Matussewitsch-Gletschers auf.
Luftaufnahmen der US-amerikanischen Operation Highjump (1946–1947) und der Australian National Antarctic Research Expeditions aus dem Jahr 1959 dienten seiner Kartierung. Teilnehmer einer von 1963 bis 1964 durchgeführten Kampagne im Rahmen der New Zealand Geological Survey Antarctic Expedition benannten ihn. Namensgebend war die Rettung eines Hundeschlittengepanns aus einer benachbarten Gletscherspalte unter widrigen Bedingungen.